# Farshad Pious
Farshad Pious   (Teheran, 12 de gener de 1962) fou un futbolista iranià de la dècada de 1980 i entrenador de futbol.
Fou internacional amb la selecció de futbol de l'Iran. Pel que fa als clubs destacà a Rah Ahan FC, Persepolis FC i Al-Ahli.